# Orzola
Orzola, é uma aldeia de pescadores, que está localizada no norte da ilha de Lanzarote (Canárias, Espanha). Pertence ao município de Seria. A cidade é conhecida por ser o local onde se pega o barco para chegar à ilha de Graciosa.
O padroeiro do povo é Santa Rosa de Lima, popularmente tida como um padroeiro das mulheres, floristas, etc. Em finais de agosto, na aldeia, as festas são realizadas em homenagem ao santo, quando são realizadas diversas celebrações como verbenas e asaderos populares.